# Adelphia
| Críticas profissionais | Críticas profissionais |
| Avaliações da crítica  | Avaliações da crítica  |
| Fonte                  | Avaliação              |
| ---------------------- | ---------------------- |
| AbsolutePunk           | 78%                    |
| Allmusic               | [ 2 ]                  |
| BoMR                   | [ 3 ]                  |
| Rain City Ambience     | (7/10)                 |
| Rock Sound             | [ 5 ]                  |

Adelphia é o segundo álbum de estúdio da banda de post-hardcore americana A Skylit Drive é o primeiro álbum da banda lançado pela Fearless Records. Ele foi lançado em 9 de junho de 2009. O álbum alcançou a posição #64 na Billboard 200 e o número #11 na parada Top Independent Albums. o álbum está atualmente disponível para download no iTunes fora da América do Norte e no Reino Unido.

## Faixas
| N.º            | Título                                                   | Duração |  |
| 1.             | "Prelude to a Dream"                                     | 3:29    |  |
| 2.             | "Those Cannons Could Sink a Ship"                        | 3:36    |  |
| 3.             | "Heaven"                                                 | 3:38    |  |
| 4.             | "Running with the Light"                                 | 3:51    |  |
| 5.             | "Eva the Carrier"                                        | 3:43    |  |
| 6.             | "Worlds End in Whispers, Not Bangs (Interlude)"          | 1:26    |  |
| 7.             | "The Boy Without a Demon"                                | 4:05    |  |
| 8.             | "Thank God It's Cloudy Because I'm Allergic to Sunlight" | 3:28    |  |
| 9.             | "Air the Enlightenment"                                  | 2:29    |  |
| 10.            | "The Children of Adelphia"                               | 3:01    |  |
| 11.            | "I Swear This Place Is Haunted"                          | 3:45    |  |
| 12.            | "It's Not Ironic, It's Obvious"                          | 3:41    |  |
| 13.            | "See You Around"                                         | 3:41    |  |
| Duração total: | Duração total:                                           | 43:30   |  |

## Créditos
Adelphia foi listado no Allmusic.
A Skylit Drive
- Michael "Jag" Jagmin – vocal
- Brian White – baixo, guturais
- Joey Wilson – guitarra principal
- Nick Miller – guitarra base
- Kyle Simmons – teclado, sintetizador, piano, programação
- Cory La Quay – bateria, gutural

Arte e design
- Kevin Knight – direção de arte, fotografia

Produção e gravação
- Casey Bates – produtor, engenharia
- Alan Douches – masterização
- Machine – mixagem
- Will Putney – mixagem, assistente de engenharia

## Posições nas paradas
| Gráfico (2008)            | Posição Maxíma |
| ------------------------- | -------------- |
| US Billboard 200          | 64             |
| US Top Internet Albums    | 11             |
| US Top Independent Albums | 64             |